# 劳里森环形山

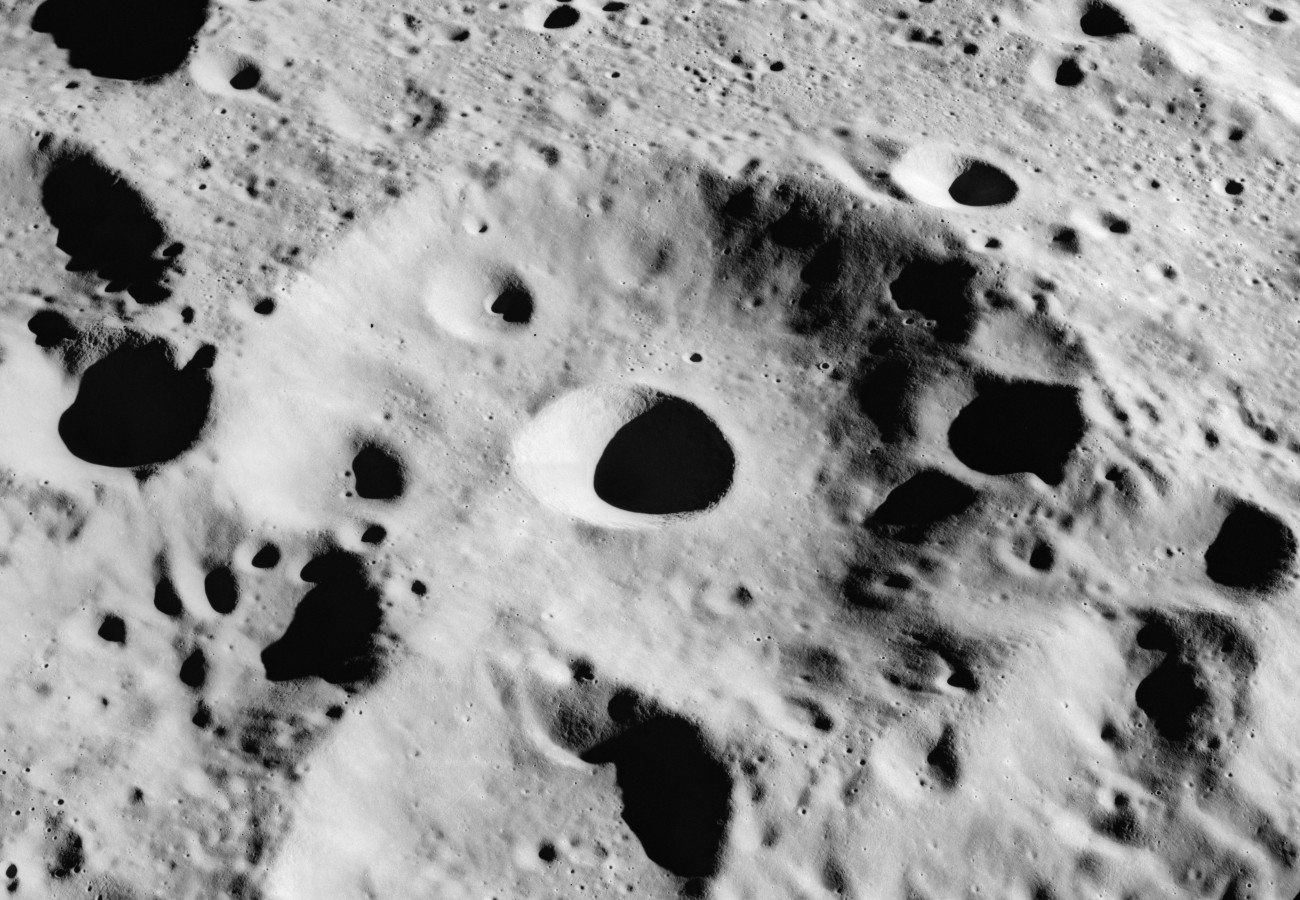
阿波罗15号拍摄的现向斜视图

劳里森环形山（Lauritsen）是月球背面南半球一座大型撞击坑，其名称取自丹麦裔美国物理学家查尔斯·克里斯蒂安·劳里森（Charles Christian Lauritsen，1892年-1968年），1970年被国际天文联合会正式批准接受。

## 描述
该陨坑西北毗邻居里环形山；北面靠近斯克沃多夫斯卡环形山；科瓦斯基陨石坑位于它的东北；东面则是提丢斯环形山；而唐纳环形山横亘在东南偏南面。劳里森环形山的东面和南面分别坐落着独湖和南海。该陨坑的中心月面坐标为27°32′S 96°19′E / 27.54°S 96.31°E，直径51.2公里，深度2.4公里。
劳里森环形山是一座已严重侵蚀的陨石坑，外观接近圆形。陨坑外侧壁沿已被磨平，环四周覆盖着许多小陨坑，几乎难以与周边背景相区别，其中东侧壁完全被小陨坑所覆盖；东北侧壁上坐落着卫星坑劳里森 B；北侧坑壁有一处明显的峪口；而西北壁横跨了一对小陨坑；陨坑西南侧壁略微缩进，几乎构成一条平直的边缘。坑壁平均高出周边地形1140米，内部容积约有2200立方千米。碗状的坑底相对平坦，中心点附近坐落着醒目的卫星坑劳里森 Y，它的东南偏南有一座更小的陨石坑。
劳里森环形山位于月球正面东南偏东边沿的后面，从地球上看，它处于月球的背面，但有时在月球摄动和良好光照条件下，仍可一瞥该区域模糊的景像。

## 卫星陨石坑
按惯例，最靠近劳里森环形山的卫星坑将在月图上以字母标注在该坑的中心点旁。

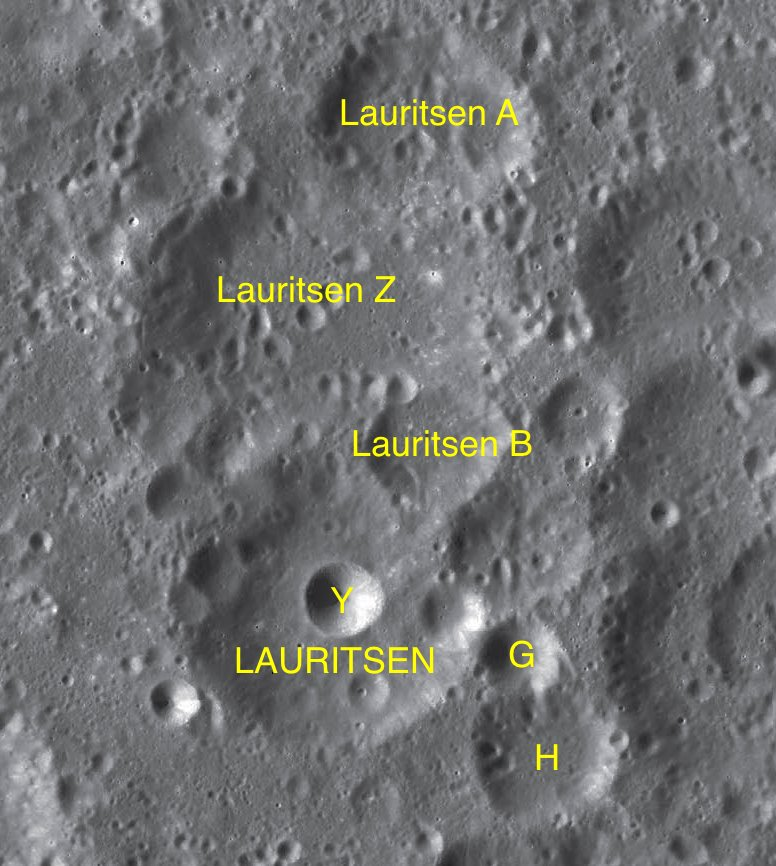
LAC-100 月图

| 劳里森 | 纬度    | 经度    | 直径    |
| ------ | ------- | ------- | ------- |
| A      | 24.8° S | 96.6° E | 35 公里 |
| B      | 26.7° S | 96.8° E | 26 公里 |
| G      | 28.0° S | 97.3° E | 16 公里 |
| H      | 28.5° S | 97.5° E | 28 公里 |
| Y      | 27.5° S | 96.1° E | 14 公里 |
| Z      | 26.0° S | 96.2° E | 52 公里 |

## 另请参阅
- Andersson, L. E.; Whitaker, E. A. . NASA RP-1097. 1982.
- Blue, Jennifer. . USGS. July 25, 2007  [2007-08-05]. （原始内容存档于2012-04-08）.
- Bussey, B.; Spudis, P. . New York: Cambridge University Press. 2004. ISBN 978-0-521-81528-4.
- Cocks, Elijah E.; Cocks, Josiah C. . Tudor Publishers. 1995. ISBN 978-0-936389-27-1.
- McDowell, Jonathan. . Jonathan's Space Report. July 15, 2007  [2007-10-24]. （原始内容存档于2012-05-26）.
- Menzel, D. H.; Minnaert, M.; Levin, B.; Dollfus, A.; Bell, B. . Space Science Reviews. 1971, 12 (2): 136–186. Bibcode:1971SSRv...12..136M. doi:10.1007/BF00171763.
- Moore, Patrick. . Sterling Publishing Co. 2001. ISBN 978-0-304-35469-6.
- Price, Fred W. . Cambridge University Press. 1988. ISBN 978-0-521-33500-3.
- Rükl, Antonín. . Kalmbach Books. 1990. ISBN 978-0-913135-17-4.
- Webb, Rev. T. W.  6th revised. Dover. 1962. ISBN 978-0-486-20917-3.
- Whitaker, Ewen A. . Cambridge University Press. 1999. ISBN 978-0-521-62248-6.
- Wlasuk, Peter T. . Springer. 2000. ISBN 978-1-85233-193-1.